# Lily James
Pour les articles homonymes, voir James.
Lily Thomson, dite Lily James, née à Esher (Surrey, Angleterre) le 5 avril 1989, est une actrice et mannequin britannique.
Après avoir étudié le théâtre à la Guildhall School of Music and Drama et commencé sa carrière à la télévision avec la série Just William, elle est révélée par la série chorale Downton Abbey (2010-2015) où elle incarne durant trois saisons le personnage d'une jeune ingénue, Rose McClare. Ce rôle lui permet d'apparaître ensuite dans de plus grosses productions, comme Cendrillon (2015), Baby Driver (2017), ou Mamma Mia : Here we Go Again (2018).
Elle continue en parallèle à apparaître dans de nombreuses fictions pour le petit écran, dont deux mini-séries à succès : l'adaptation littéraire  Guerre et Paix pour la BBC diffusée en 2016, et la fiction Pam et Tommy en 2022 pour Disney+. Sa carrière l'amène à tourner sous la direction d'éminents metteurs en scène comme Kenneth Branagh, Danny Boyle et Edgar Wright.

## Biographie

### Jeunesse et débuts au cinéma
Lily Chloe Ninette Thomson naît à Esher dans le Surrey, le 5 avril 1989,. Elle est la fille de l'actrice Ninette Mantle et du musicien et acteur Jamie Thomson. Sa grand-mère, Helen Norton était une actrice américaine,. Elle a deux frères, un aîné et un cadet.
Elle a fait ses études pour apprendre l'art dramatique à la Guildhall School of Music and Drama de Londres, dont elle sort diplômée en 2010. Peu de temps après, elle signe avec la direction de Tavistock Wood à Londres.
Elle décide de prendre le nom de scène de Lily James en hommage à son père James, décédé d'un cancer en 2008, en prenant le prénom de ce dernier lorsqu'elle a appris qu'il y avait déjà une autre actrice nommée Lily Thomson,.
Lily James commence sa carrière d'actrice à la télévision , avec un rôle récurrent dans la série Just William. Dès l'année suivante, elle rejoint le casting de la quatrième saison de la série Journal intime d'une call girl tout en tenant le premier rôle du court-métrage Chloe and Will's Hot Date Night.
Elle mène également une carrière au théâtre : en 2011, elle joue Taylor au Young Vic Theatre dans l'adaptation théâtrale du roman Vernon God Little (en) mise en scène par Rufus Norris, Nina dans l'adaptation moderne de Russell Bolam de La Mouette de Tchekov au Southwark Playhouse et Desdemone dans la production de Daniel Evans de Othello au Crucible Theatre, à Sheffield, aux côtés de Dominic West et Clarke Peters.

### Révélation inattendue grâce àDownton AbbeyetCendrillon(2010-2016)

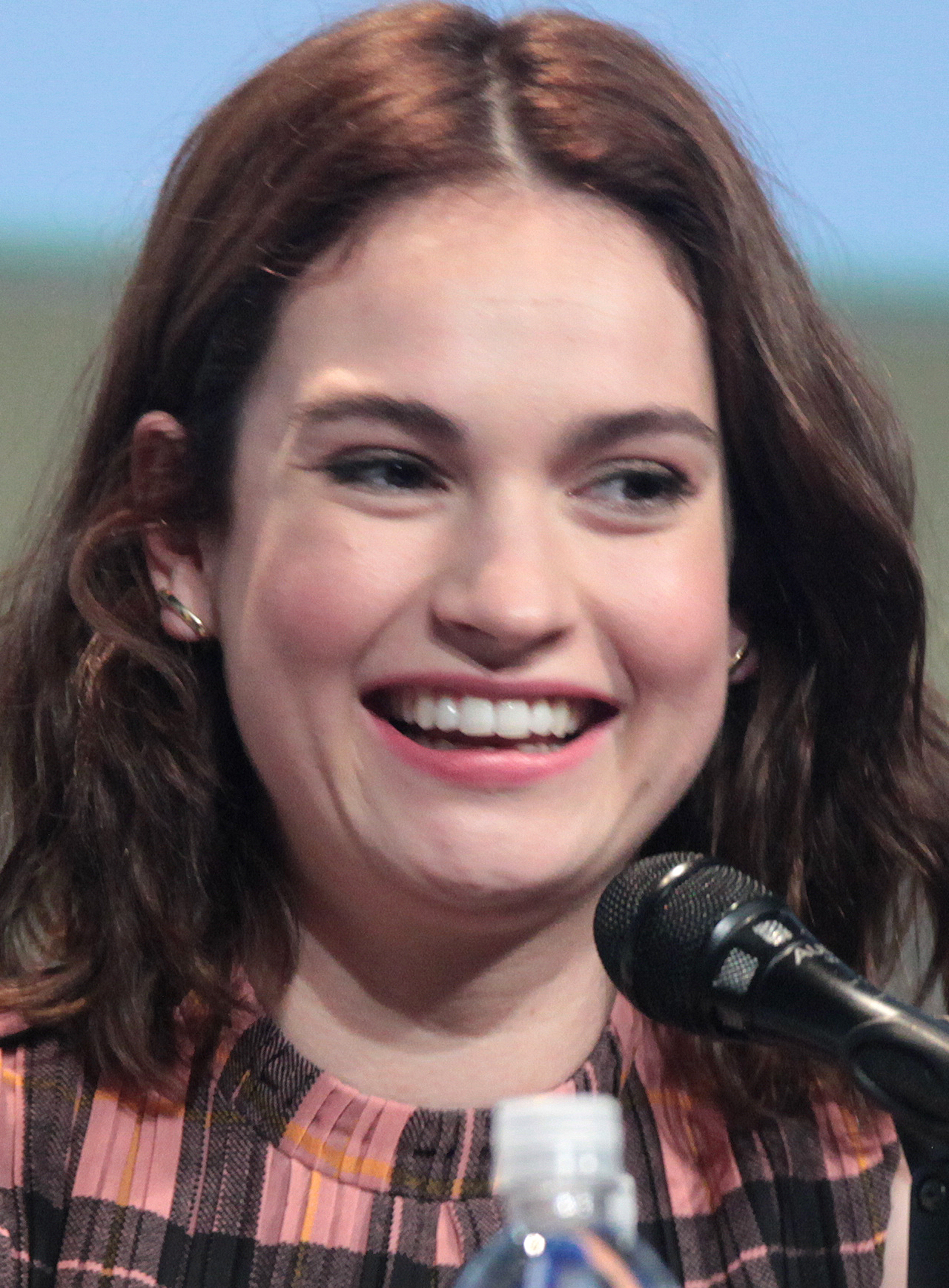
L'actrice au San Diego Comic-Con 2015 pour la promotion de Orgueil et Préjugés et Zombies.

C'est toutefois l'année suivante qui marque un tournant décisif dans la carrière de la comédienne. En effet, elle rejoint à partir de l'année 2012 et jusqu'en 2014 la distribution de la série Downton Abbey. Elle y tient alors le rôle de Lady Rose McClare, une jeune aristocrate rebelle et féministe avant l'heure. Elle y joue face à des têtes d'affiche à l'instar de Maggie Smith ou Hugh Bonneville, ou encore de jeune actrices prometteuses comme Michelle Dockery et Laura Carmichael,,. Le temps d'un épisode parodique du programme intitulé Le Drôle de Noël de Robert diffusé dans le cadre d'une émission caritative le soir de Noël ; elle a même l'occasion de croiser les acteurs George Clooney et Jeremy Piven. La série se poursuit à la fin de l'année 2019 avec plusieurs films. L'actrice alors devenue « nouvelle pouliche d'Hollywood »[réf. nécessaire] décide de ne pas reprendre son rôle estimant « son personnage étant parti à New York, ce serait tiré par les cheveux de le faire revenir ».
En 2012, elle obtient un rôle secondaire dans le drame indépendant Broken aux côtés d'acteurs reconnus. En effet le film est porté par les acteurs Tim Roth et Cillian Murphy. Ou encore, elle est à l'affiche de l'acclamé film anglais Fast Girls avec Lenora Crichlow.
Toutefois c'est réellement le réalisateur britannique Kenneth Branagh qui lui donne sa chance. Le cinéaste travaille alors sur le projet de remake de Cendrillon pour les studios Disney. Après le refus de l'actrice Emma Watson, le réalisateur qui doit alors commencer le tournage de cette adaptation en prises de vues réelles, décide d'offrir le rôle principal à Lily James, après avoir été conquis par son travail sur Downton Abbey. À cette occasion, elle y retrouve Sophie McShera avec qui elle a déjà tourné dans ladite série et montre son talent face à des actrices hollywoodiennes de renom telles que Cate Blanchett et Helena Bonham Carter qui incarnent respectivement la marâtre et la bonne fée dans le film.
Présenté à la Berlinale là où la version animée avait été projetée soixante-cinq ans auparavant, le film fantastique obtient alors de jolies critiques et lance l'élan de remake live-action de classiques Disney. Cette nouvelle version est doublée d’un beau succès commercial, et est nommé aux Oscars et Baftas.
Grâce à ces travaux, l’actrice est rapidement propulsée au rang de nouvelle actrice prometteuse et enchaîne ainsi les projets à Hollywood. Ainsi, elle délaisse le genre du drame pour celui de la comédie avec À vif !, porté par Bradley Cooper et le français Omar Sy. Film de série B, la comédie n’obtient pas le succès escompté mais permet à Lily James d’asseoir un peu plus sa popularité auprès du public et d'Hollywood. Elle y croise aussi dans les seconds rôles d'autres innombrables stars du 7e art à commencer par Emma Thompson.
Elle est ensuite la tête d'affiche de la comédie horrifique Orgueil et Préjugés et Zombies. C'est durant le tournage de ce long métrage qu'elle fait la rencontre de Matt Smith, son compagnon de 2015 à 2019,. Le film ne rencontre pas un succès au box-office et obtient une réception critique très tiède. En revanche, le drame historique Trahisons, où elle a pour principal partenaire Christopher Plummer, reçoit d'excellents retours, malgré un faible score au box-office. Parallèlement, elle joue dans le court-métrage The Tale of Thomas Burberry.
Mais elle porte surtout la mini-série Guerre et Paix adaptée du roman éponyme de l'écrivain russe Léon Tolstoï. Cette nouvelle adaptation permet à la jeune femme d'être pour la première fois tête d'affiche d'un programme pour la télévision. En effet, elle reprend le rôle mythique de Natacha Rostov. Les rôles principaux sont quant à eux tenus par Paul Dano et James Norton. Côté distribution féminine, Lily a l’occasion de donner la réplique à l'expérimentée Gillian Anderson, et à des consœurs de son âge qui en sont alors à leurs débuts : Tuppence Middleton et Jessie Buckley. En Russie, la mini-série est un réel flop et est jugée négativement de la part de la presse, alors qu'en Europe et aux États-Unis, elle reçoit un très bon accueil.
Elle s'impose aussi sur les planches en incarnant Juliette Capulet dans une nouvelle version de Roméo et Juliette présentée au Garrick Theatre. Sa prestation signe son retour au théâtre, trois ans après La Mouette.

### Progression à Hollywood (2017-2019)

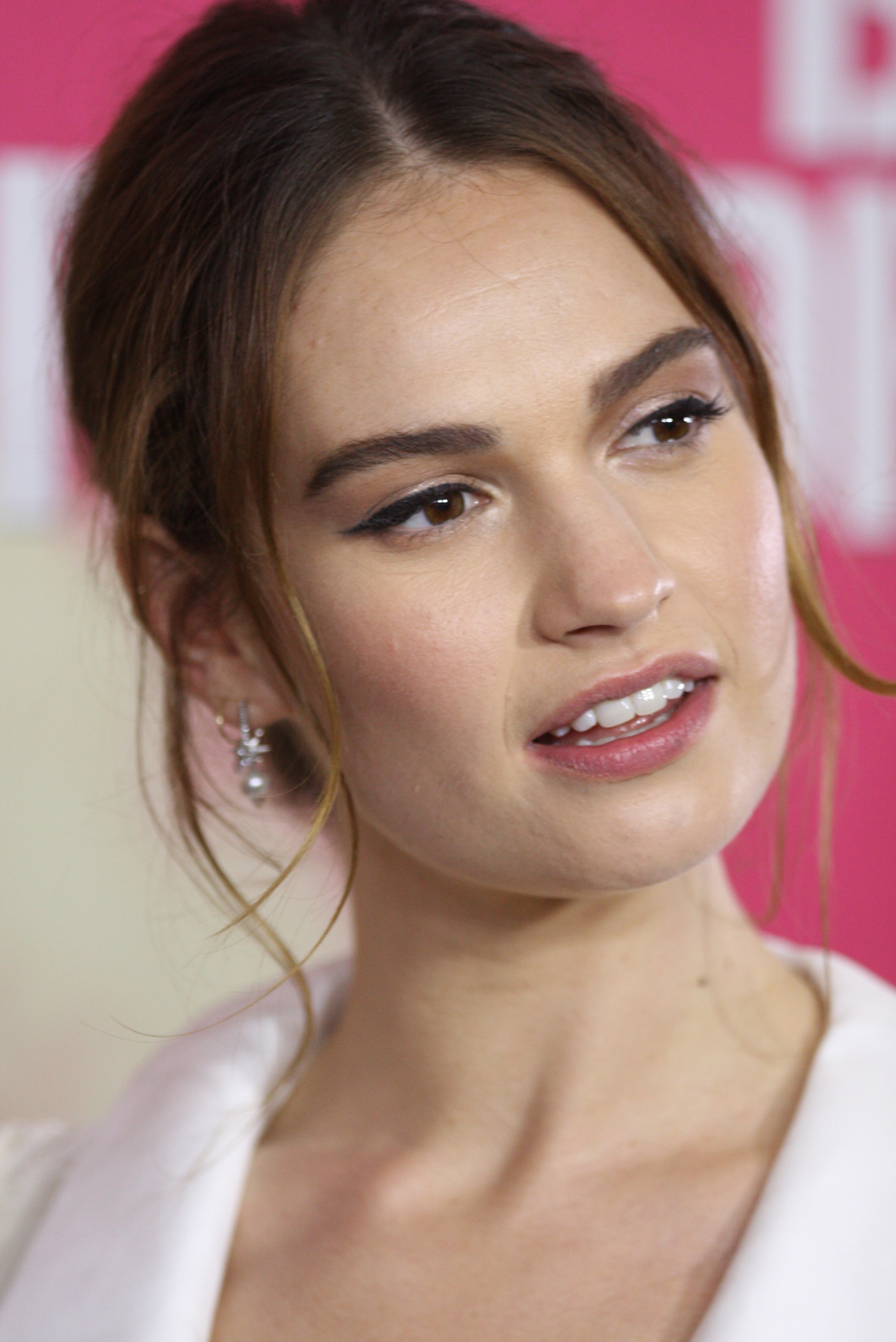
L'actrice à la première australienne de Baby Driver, en juillet 2017.

À partir de l’année 2017, la carrière d’actrice de Lily James s’accélère. En effet, la jeune femme se retrouve à partager l’affiche du film d’action Baby Driver écrit et réalisé par le cinéaste Edgar Wright. Elle y incarne Deborah, l’amoureuse du héros de l’histoire interprété par l’Américain Ansel Elgort. Cette expérience cinématographique lui permet de croiser brièvement Kevin Spacey et Jon Hamm. À la surprise générale, le long-métrage s’avère être un énorme succès critique et commercial. Le film est tellement rentable au box-office que les premières rumeurs concernant une potentielle suite commencent à courir peu de temps après. Elle joue ensuite un petit rôle dans le biopic Les Heures Sombres de Joe Wright centré sur le rôle de l’ancien premier ministre Winston Churchill pendant la seconde guerre mondiale. Ce film connaît un beau succès critique et est nommé pour plusieurs Oscars : Lily James y partage quelques scènes en compagnie de l’acteur Gary Oldman qui incarne le célèbre politicien.
L’année suivante, Lily James devient une des actrices les plus demandées enchaînant les sorties et les tournages. Elle débute l’année en jouant dans le drame historique Le Cercle littéraire de Guernesey. Adapté d’un roman à succès en Grande-Bretagne, ce film choral lui permet de retrouver certains membres de l’équipe de Downton Abbey, dont Penelope Wilton. Malgré le peu de promotion faite autour du film, ce dernier rencontre un joli succès critique. Puis en juin, elle partage l'affiche du film indépendant américain Little Woods avec une autre valeur montante, Tessa Thompson. Le long-métrage confirme le talent de ces comédiennes.
En juillet 2018, elle est à nouveau à l’affiche d’un énorme blockbuster avec la comédie musicale Mamma Mia : Here we Go Again à nouveau adaptée des chansons du groupe ABBA. Suite du précédent film, elle y tient le rôle de Donna qu’elle partage avec la star multi-récompensée Meryl Streep. Pour les besoins du film, Lily se met à pratiquer la danse et le chant pendant plus de cinq mois avec des coachs. Le tournage qui se déroule en Grèce lui permet de côtoyer les acteurs Amanda Seyfried, Dominic Cooper, la chanteuse Cher, Pierce Brosnan ou encore Stellan Skargsgard avec qui elle travaillait sur Cendrillon. Comparé au premier volet, Mamma Mia : Here we Go Again connait un véritable succès commercial et, chose assez risquée et inattendue, les critiques saluent la performance de Lily James dans le rôle de Donna, tout comme bon nombre de fans.
En 2019, elle partage l'affiche de la comédie uchronique Yesterday avec Himesh Patel. Ce long-métrage est écrit par Richard Curtis et mis en scène par Danny Boyle. Il décrit un monde où les Beatles n'auraient pas existé.

### Déconvenues et difficile confirmation (depuis 2020)
Bien que sa carrière s'affirme de rôle en rôle, celle-ci se trouve mise à mal en 2020 par plusieurs scandales personnels qui viennent un peu entacher sa réputation. Ainsi, alors qu'elle poursuit difficilement le tournage de la mini-série À la poursuite de l'amour, produite et réalisée par la comédienne Emily Mortimer, aux côtés de Emily Beecham et du britannique Dominic West, les tabloïds anglais révèlent son idylle avec son partenaire de jeu. L’information ne tarde pas à être révélée et faire le tour du monde. Le tournage se conclut péniblement. Diffusée sur la BBC, À la poursuite de l'amour passe quasiment inaperçue et peine à trouver son public, autant aux niveaux des critiques que des spectateurs. Son idylle avec West la force même à annuler sa présence à l’avant-première du drame psychologique Rebecca . Là encore, ce drame tourné en partie sur la Côte d'Azur et diffusé sur Netflix a du mal à se faire connaître,. Les critiques sont cinglantes.
En 2022, elle fait un retour remarqué dans l’univers des séries avec Pam et Tommy, une mini-série composée de six épisodes et qui revient sur le scandale autour de la sextape de Pamela Anderson et du chanteur Tommy Lee. Dans cette fiction biographique en partie créée et tournée par le cinéaste australien Craig Gillespie, Lily James tient le rôle principal féminin face à Sebastian Stan. Pour ce projet, la comédienne doit se métamorphoser, passant huit heures de maquillage. Diffusée aux États-Unis sur le service Hulu et sur Disney+, la mini série connaît un étonnant succès critique bien qu'elle n'ait pas les faveurs de la principale concernée, Pamela Anderson. Pam et Tommy permet à Lily James de revenir sur le devant de la scène après de nombreux échecs et déconvenues personnelles. En France, le magazine Le Figaro dit que ce rôle « signe un nouveau départ » pour la comédienne ; elle décroche sa première nomination aux Emmy Awards dans la catégorie : meilleure actrice dans une mini-série ou téléfilm. Elle est nommée aux Golden Globes dans la catégorie meilleure actrice dans une mini-série ou téléfilm en 2023.
Elle signe son retour au cinéma, en obtenant le premier rôle féminin de la comédie Et l'amour dans tout ça ? du réalisateur indien Shekhar Kapur, elle y  donne la réplique à Emma Thompson, qui incarne sa mère. La comédie romantique est moyennement appréciée par la presse qui la trouve dans l'ensemble assez banale. Le film reçoit à contrario des échos positifs côté spectateurs — obtenant un score de 74% sur l'indicateur spécialisé Rotten Tomatoes. Elle change de registre en jouant dans le drame sportif :  The Iron Claw de Sean Durkin où elle donne la réplique à Zac Efron. Elle y joue l'épouse de ce dernier. La même année, elle joue dans le film italien en costumes Finalmente l'alba du réalisateur italien Saverio Costanzo.

## Vie privée
Entre 2014 et 2019, Lily James fréquente le comédien britannique Matt Smith, rencontré durant le tournage du film Orgueil et Préjugés et Zombies. Au cours de l'année 2020, elle connaît une brève liaison avec le comédien Dominic West, alors marié, rencontré lors du tournage de la mini-série The Pursuit of Love (en). Des photographies du couple prises par des paparazzis leur valent une intense couverture médiatique.

## Théâtre
- 2011 : Vernon God Little (en), Young Vic : Taylor
- 2012 : La Mouette (The Seagull), Southwark Playhouse (en) : Nina
- 2016 : Othello, Garrick Theatre
- 2016 : Roméo et Juliette (Romeo and Juliet), Garrick Theatre : Juliette Capulet
- 2019 : All About Eve, Noel Coward Theatre : Eve Harrington

## Filmographie

### Cinéma

#### Longs métrages

##### Années 2010
- 2012 : Broken de Rufus Norris : Skunk, adulte
- 2012 : Fast Girls de Regan Hall : Lisa Temple
- 2012 : La Colère des Titans (Wrath of the Titans) de Jonathan Liebesman : Korrina
- 2015 : Cendrillon (Cinderella) de Kenneth Branagh : Cendrillon
- 2015 : À vif ! (Burnt) de John Wells : Sara
- 2016 : Orgueil et Préjugés et Zombies (Pride and Prejudice and Zombies) de Burr Steers : Elizabeth Bennet
- 2016 : Trahisons (The Exception) de David Leveaux : Mieke de Jong
- 2017 : Baby Driver d'Edgar Wright : Debora
- 2017 : Les Heures sombres (Darkest Hour) de Joe Wright : Elizabeth Layton (en)
- 2018 : Le Cercle littéraire de Guernesey (The Guernsey Literary and Potato Peel Pie Society) de Mike Newell : Juliet Ashton
- 2018 : Sorry to Bother You de Boots Riley : voix blanche britannique de Detroit (voix uniquement)
- 2018 : Little Woods de Nia DaCosta : Deb
- 2018 : Mamma Mia! Here We Go Again d'Ol Parker : Donna Sheridan (jeune)
- 2019 : Yesterday de Danny Boyle : Ellie Appleton
- 2019 : Rare Beasts de Billie Piper : Cressida

##### Années 2020
- 2020 : Rebecca de Ben Wheatley : Mrs. de Winter
- 2021 : The Dig de Simon Stone : Peggy Preston
- 2022 : Et l'amour dans tout ça ? (What's Love Got to Do with It ?) de Shekhar Kapur : Zoe
- 2023 : Iron Claw (The Iron Claw) de Sean Durkin : Pam Adkisson
- 2023 : Finalmente l'alba de Saverio Costanzo : Josephine Esperanto
- 2024 : Relay de David Mackenzie : Sarah Grant
- 2024 : Greedy People de Potsy Ponciroli : Paige
- 2025 : Downton Abbey : The Grand Finale de Simon Curtis : Lady Rose McClare Aldridge
- 2025 : Swiped (en) de Rachel Goldenberg : Whitney Wolfe Herd
- 2026 : Bad Lieutenant: Tokyo de Takashi Miike

#### Courts métrages
- 2011 : Chloe and Will's Hot Date Night d'Edward Dick : Chloe
- 2012 : Chemistry de Rémy Bazerque : Ines
- 2013 : Silent Treatment de Mark Lobatto : Une fille
- 2016 : The Tale of Thomas Burberry d'Asif Kapadia : Betty
- 2019 : One Red Nose Day and a Wedding de Richard Curtis : Miranda

### Télévision

#### Téléfilms
- 2014 : Le Drôle de Noël de Robert (Downton Abbey-Text Santa) de Julian Fellowes : Lady Rose MacClare

#### Séries télévisées
- 2010 : Just William : Ethel Brown (4 épisodes) - rôle secondaire
- 2011 : Journal intime d'une call girl (Secret Diary of a Call Girl) : Poppy (8 épisodes) - rôle secondaire
- 2012-2015 : Downton Abbey : Lady Rose MacClare (21 épisodes) - rôle secondaire

#### Mini-séries
- 2016 : Guerre et Paix (War & Peace) de Andrew Davies : Natasha Rostova - rôle principal
- 2021 : À la poursuite de l'amour (The Pursuit of Love) de Emily Mortimer : Linda Radlett - rôle principal
- 2022 : Pam et Tommy de Craig Gillespie : Pamela Anderson[52] - rôle principal

## Discographie

### Albums
- 2015 : Cendrillon (Bande originale du film CD   Walt Disney Records[53] — Interprète de A Dream Is A Wish Your Heart Makes)
- 2018 : Mamma Mia! Here We Go Again (Bande originale du film CD, vinyle, téléchargement,  Capitol Records[54],  Polydor[54] — Interprète de When I Kissed the Teacher avec Jessica Keenan Wynn, Alexa Davies et Celia Imrie, I Wonder (Departure) avec Jessica Keenan Wynn et Alexa Davies, Waterloo avec Hugh Skinner, Why Did It Have To Be Me avec Josh Dylan et Hugh Skinner, I Have a Dream, Andante, Andante, The Name of the Game, Knowing Me, Knowing You avec Jeremy Irvine, Mamma Mia avec Jessica Keenan Wynn et Alexa Davies, My Love, My Life avec Meryl Streep et Amanda Seyfried et Super Trouper avec Cher, Meryl Streep, Julie Walters, Christine Baranski, Amanda Seyfried, Dominic Cooper, Pierce Brosnan, Stellan Skarsgård, Colin Firth, Alexa Davies, Jessica Keenan Wynn, Josh Dylan, Jeremy Irvine et Hugh Skinner)
- 2019 : Yesterday (Bande originale du film CD, vinyle,  Capitol Records[55],  Polydor[55] — Interprète de I Want to Hold Your Hand avec Himesh Patel)

### Singles
| Titre                                                      | Année | Meilleure place                                                                   | Meilleure place | Album        | Certification |    |    |                             |        |
| ---------------------------------------------------------- | ----- | --------------------------------------------------------------------------------- | --------------- | ------------ | ------------- | -- | -- | --------------------------- | ------ |
| Titre                                                      | Année | When I Kissed the Teacher (avec Jessica Keenan Wynn, Alexa Davies et Celia Imrie) | 2018            | Album        | Certification | 40 | 78 | Mamma Mia! Here We Go Again | Argent |
| Why Did It Have To Be Me (avec Josh Dylan et Hugh Skinner) | 44    | —                                                                                 | 2018            | non certifié |               |    |    | Mamma Mia! Here We Go Again |        |
| Andante Andante                                            | 61    | —                                                                                 | 2018            | non certifié |               |    |    | Mamma Mia! Here We Go Again |        |
| Waterloo (avec Hugh Skinner, single promotionnel)          | —     | —                                                                                 | 2018            | non certifié |               |    |    | Mamma Mia! Here We Go Again |        |
| Mamma Mia! (avec Jessica Keenan Wynn et Alexa Davies)      | 57    | —                                                                                 | 2018            | non certifié |               |    |    | Mamma Mia! Here We Go Again |        |

## Distinctions
Sauf indication contraire, les informations mentionnées dans cette section peuvent être confirmées par la base de données cinématographiques IMDb,  présente dans la section « Liens externes ».

### Récompenses
- Screen Actors Guild Awards 2015 : meilleure distribution d'ensemble pour Downton Abbey (série)
- Harper's Bazaar Women of the Year Awards 2015 : Breakthrough Award pour l'ensemble de sa carrière
- Gasparilla Film Festival 2018 : meilleure actrice (avec Tessa Thompson) pour Little Woods

### Nominations
- Kids' Choice Awards 2015 : meilleure actrice pour Cendrillon
- Tony Choice Award 2015 : meilleure actrice dans un film de science-fiction ou fantastique pour Cendrillon
- Satellite Awards 2016 : meilleure actrice dans une mini-série ou un téléfilm pour Guerre et Paix
- Seoul International Drama Awards 2016 : meilleure actrice dans une mini série pour Guerre et Paix
- Huading Awards 2016 : meilleure actrice dans un blockbuster pour Cendrillon
- People's Choice Awards 2018 : meilleure actrice pour Mamma Mia! Here We Go Again
- Emmy Award 2023 : meilleure actrice dans une mini-série pour Pam and Tommy
- Golden Globes 2023 : meilleure actrice dans une mini-série pour Pam and Tommy

## Voix francophones
En France, Lily James est régulièrement doublée par Alexia Papineschi depuis Cendrillon en 2015. À titre exceptionnel, elle a également été doublée par Laëtitia Godès dans Downton Abbey, Kelly Marot dans Guerre et Paix, par Margaux Châtelier dans Les Heures sombres, et par Zina Khakhoulia dans Pam and Tommy. Au Québec, elle est principalement doublée par Kim Jalabert.
Versions françaises
- Alexia Papineschi dans Cendrillon, Baby Driver, Yesterday, Rebecca, The Dig[63], etc.

Versions québécoises
Note : La liste indique les titres québécois.
- Kim Jalabert dans Cendrillon, Baby le chauffeur, L'heure la plus sombre, Yesterday[64], etc.